# Mar di Timor
Il mar di Timor è una porzione dell'oceano Indiano posta tra l'isola di Timor (divisa politicamente tra l'Indonesia e Timor Est) e la costa nord-occidentale dell'Australia. Fa parte del Mediterraneo Australasiatico.
Il mare che copre una superficie di circa 610000 km² raggiunge la profondità massima nella parte settentrionale con 3 300 metri di profondità. Ma in generale il mare di Timor è poco profondo con una profondità media di 200 m. Nel mare di Timor si formano tempeste tropicali e tifoni. 
Fanno parte del mare di Timor i golfi di Bonaparte e di Van Diemen che bagnano la costa settentrionale australiana.
Nel mare di Timor affiorano varie isole tra cui l'isola di Melville al largo della costa australiana e le isole Ashmore e Cartier.
Il mare ha notevoli riserve di gas e petrolio. 
In prospettiva del loro sfruttamento è aperto un contenzioso sui confini marittimi tra Timor Est e l'Australia.